# Viktor Ruban
Viktor Ruban est un archer ukrainien né le 24 mai 1981 à Kharkiv.

## Technique
La technique de tir la plus répandu au tir à l'arc est de garder la tête immobile durant la traction de la corde et de placer le pouce au dessus ou en dessous de la cale de la palette, sous la mâchoire. Viktor Ruban utilise une technique qu'il a apprise durant sa formation à Kharkiv. Il place son pouce derrière sa tête, en formant un angle droit avec son pouce et son index. Pour arriver à un tel point d'ancrage, il est obligé d'avancer sa tête vers la corde et de la pencher sur le côté afin de laisser passer sa main vers l'arrière de sa tête, sans déclencher prématurément le cliqueur. Il repositionne ensuite sa tête dans la position classique puis vise. 

## Palmarès

### Jeux olympiques
- Jeux olympiques 2004 à Athènes
  -  Médaille de bronze au concours par équipes

- Jeux olympiques 2008 à Pékin
  -  Médaille d'or du concours individuel

### Championnats d'Europe en salle
- Médaille d'argent à l'épreuve par équipe hommes aux championnats d'Europe en salle de 2019 à Samsun